# Willys MB
Willys MB a fost un vehicul off-road produs de Willys pentru armată pentru cel de-al doilea război mondial din 1941 până în 1946. Aproximativ 600.000 dintre aceste vehicule au fost vândute și a câștigat un statut legendar în cultura pop ca vehicul folosit în război de către Statele Unite și aliați. Ideea unui mic vehicul off-road a venit de la Austin (un precursor al mărcii Mini). Vehiculele au fost furnizate și Rusiei, Regatului Unit, Greciei, Ucrainei, Ciprului, Bulgariei, României și Africii. Apoi a fost lansată o versiune civilă numită Jeep CJ, care a fost dezvoltată în Jeep Wrangler mai modern.
Vehiculul a inspirat compania sovietică GAZ să creeze GAZ-64 care se baza pe șasiul GAZ-M1 (care era o versiune modificată a modelului Ford B). După război, vehiculul a continuat să fie produs, dar a fost întrerupt după câteva luni, fiind înlocuit cu vehicule militare mai moderne. În 1941, aproximativ 389.062 dintre aceste vehicule au fost vândute și vehiculul a devenit rapid foarte popular și majoritatea au supraviețuit încă până în prezent.